# Joueur français de l'année 2017
Navigation
Édition précédente Édition suivante
Le joueur français de l'année 2017 est une distinction attribuée par France Football qui récompense le meilleur footballeur français au cours de l'année civile 2017. Il s'agit de la 60e remise du trophée du meilleur joueur français depuis 1958.

## Palmarès
| #  | Nom                 | Club                             | Points |
| -- | ------------------- | -------------------------------- | ------ |
| 1  | N'Golo Kanté        | Chelsea                          | 99     |
| 2  | Kylian Mbappé       | Monaco Paris SG                  | 85     |
| 3  | Karim Benzema       | Real Madrid                      | 52     |
| 4  | Antoine Griezmann   | Atlético Madrid                  | 46     |
| 5  | Raphaël Varane      | Real Madrid                      | 37     |
| 6  | Thomas Lemar        | Monaco                           | 31     |
| 7  | Paul Pogba          | Manchester United                | 21     |
| 8  | Hugo Lloris         | Tottenham Hotspur                | 20     |
| 9  | Samuel Umtiti       | FC Barcelone                     | 13     |
| 10 | Ousmane Dembélé     | Borussia Dortmund FC Barcelone   | 12     |
| 11 | Nabil Fekir         | Olympique lyonnais               | 8      |
| 11 | Alexandre Lacazette | Olympique lyonnais Arsenal       | 8      |
| 11 | Adrien Rabiot       | Paris SG                         | 8      |
| 14 | Blaise Matuidi      | Paris Saint-Germain Juventus     | 5      |
| 14 | Benjamin Mendy      | Monaco Manchester City           | 5      |
| 16 | Laurent Koscielny   | Arsenal                          | 4      |
| 17 | Stéphane Ruffier    | Saint-Étienne                    | 3      |
| 18 | Tiémoué Bakayoko    | Monaco Chelsea                   | 2      |
| 18 | Anthony Martial     | Manchester United                | 2      |
| 18 | Corentin Tolisso    | Olympique lyonnais Bayern Munich | 2      |
| 21 | Djibril Sidibé      | Monaco                           | 1      |